# Estarreja (stacja kolejowa)
Estarreja (port: Estação Ferroviária de Estarreja) – stacja kolejowa w Estarreja, w regionie Centrum, w Portugalii. Znajduje się na Linha do Norte.

## Charakterystyka
Stacja znajduje się w pobliżu miasta Estarreja, na Avenida Visconde Salreu.
W styczniu 2011 roku, stacja posiadała 6 torów o długości między 448 i 632 metrów; Wszystkie perony miały 220 metrów długości i 90 cm wysokości.

## Historia
Budowa Linha do Norte, przeprowadzona przez Companhia Real dos Caminhos de Ferro Portugueses, rozbudowywana była na dwóch frontach, od Entroncamento na północ i od Vila Nova de Gaia na południe; w ten sposób, linia osiągnęła Estarreja z Gaia w dniu 8 lipca 1863 roku i kontynuowano budowę linii na południe od tej stacji, do Taveiro w dniu 10 kwietnia 1864. Po inauguracji odcinka do Taveiro zorganizowano usługi mieszane między Coimbrę i Vila Nova de Gaia, kursujące przez Estarreja.

## Linie kolejowe
- Linha do Norte